# Доктрина продовольственной безопасности Российской Федерации
Доктрина продовольственной безопасности Российской Федерации — документ, представляющий собой совокупность официальных взглядов на цели, задачи и основные направления государственной экономической политики в сфере обеспечения продовольственной безопасности Российской Федерации. Документ утвержден Указом Президента Российской Федерации от 21.01.2020 г. № 20 (Указ Президента Российской Федерации от 30.01.2010 № 120 утратил силу).

## Правовая основа
Как отмечается в преамбуле документа, в Доктрине развиваются положения Стратегии национальной безопасности Российской Федерации до 2020 года, утвержденной Указом Президента Российской Федерации от 12 мая 2009 года № 537, касающиеся продовольственной безопасности Российской Федерации, учтены нормы Морской доктрины Российской Федерации на период до 2020 года, утвержденной Президентом Российской Федерации 27 июля 2001 г., и других нормативных правовых актов Российской Федерации в этой области.

## Предыстория
В 2007 году, отвечая на вопросы участников интернет-конференции, посвященной 15-летию образования Совета Безопасности РФ, тогдашний секретарь Совбеза Игорь Иванов отметил: "Продовольственная безопасность России рассматривается как составляющая системы экономической безопасности страны. В настоящее время ключевые вопросы обеспечения продовольственной безопасности регулируются рядом базовых федеральных законов и постановлений Правительства Российской Федерации. … Вместе с тем, по мнению специалистов, назрела необходимость принятия закона «О продовольственной безопасности Российской Федерации».
В декабре 2009 года разработанный кабинетом министров проект Доктрины (его в своем докладе представил первый заместитель Председателя Правительства Российской Федерации Виктор Зубков) был рассмотрен на заседании Совета безопасности под председательством главы государства. Дмитрий Медведев поручил Совбезу определить стратегические приоритеты в развитии пищевой и перерабатывающей промышленности, продолжить реализацию мер, обеспечивающих государственную поддержку производства и экспорта отечественной сельхозпродукции, разработать основы государственной политики использования земельных ресурсов и в срок до 1 апреля 2010 года подготовить пакет документов для обеспечения продовольственной безопасности страны.

## Основные положения и некоторые промежуточные итоги
Доктрина определяет продовольственную безопасность Российской Федерации как «состояние экономики страны, при котором обеспечивается продовольственная независимость Российской Федерации, гарантируется физическая и экономическая доступность для каждого гражданина страны пищевых продуктов, соответствующих требованиям законодательства Российской Федерации о техническом регулировании, в объемах не меньше рациональных норм потребления пищевых продуктов, необходимых для активного и здорового образа жизни».

### Доктрина продовольственной безопасности 2020 года
Продовольственная независимость определяется как уровень самообеспечения в процентах, рассчитываемый как отношение объема отечественного производства сельскохозяйственной продукции, сырья и продовольствия к объему их внутреннего потребления и имеющий пороговые значения в отношении:
1. зерна — не менее 95 %;
2. сахара — не менее 90 %;
3. растительного масла — не менее 90 %;
4. мяса и мясопродуктов (в пересчете на мясо) — не менее 85 %;
5. молока и молокопродуктов (в пересчете на молоко) — не менее 90 %;
6. рыбы и рыбопродуктов (в живой массе — масса сырца) — не менее 85 %;
7. картофеля — не менее 95 %;
8. овощей и бахчевых — не менее 90 %;
9. фруктов и ягод — не менее 60 %;
10. семян основных сельскохозяйственных культур отечественной селекции — не менее 75 %;
11. соли пищевой — не менее 85 %.

### Доктрина продовольственной безопасности 2010—2020 годы
Как отмечается в тексте документа, «стратегической целью продовольственной безопасности является обеспечение населения страны безопасной сельскохозяйственной продукцией, рыбной и иной продукцией из водных биоресурсов (далее — рыбная продукция) и продовольствием. Гарантией её достижения является стабильность внутреннего производства, а также наличие необходимых резервов и запасов».
Согласно Доктрине, Россия должна обеспечивать за счет собственного производства определенную долю внутренних потребностей в продовольственной продукции. Интересно сравнить параметры, заложенные в документе 2010 года, и их реализацию на конец 2014 года.
- не менее 95 % зерна. Согласно статистическим данным, в 2014 году было произведено 103,8 млн тонн пшеницы при ежегодном потреблении порядка 65 млн тон: внутренняя потребность в пшенице была покрыта на 159 %;
- не менее 80 % сахара (5,2 млн тонн при ежегодном потреблении в 5,7-5,75 млн тонн; показатель 2014 года — 91-92 %);
- не менее 85 % растительного масла (4 млн тонн при ежегодном потреблении в 2,6 млн тонн; 153 %);
- не менее 85 % мяса и мясопродуктов (7,4 млн тонн при ежегодном потреблении порядка 10 млн тонн; 74 %);
- не менее 90 % молока и молочных продуктов (30,6 млн тонн при ежегодном потреблении порядка 40 млн тонн; 77 %);
- не менее 80 % рыбной продукции (3,6 млн тонн при ежегодном потреблении порядка 3,1 млн тонн; 116 %);
- не менее 95 % картофеля (30,2 млн тонн в 2013 г. при ежегодном потреблении около 30 млн тонн; 101 %);
- не менее 85 % пищевой соли (0,9 млн тонн при ежегодном потреблении порядка 1,5 млн тонн; 60 %).

## Дальнейшее развитие и перспективы
В январе 2018 года по инициативе Минсельхоза Доктрина была расширена: в нее впервые внесли норматив производства отечественных фруктов, овощей; увеличена доля масла, сахара и рыбы отечественного производства.
В марте 2019 года на заседании Межведомственной комиссии Совета Безопасности РФ по безопасности в экономической и социальной сферах с участием членов научного совета при Совбезе и экспертов был представлен предварительный проект новой редакции Доктрины продовольственной безопасности Российской Федерации. Как отмечалось на заседании, необходимость корректировки документа связана с изменением социально-экономического положения страны, формированием новых рисков, связанных с введенными по отношении к России экономическими санкциями, ростом открытости национального продовольственного рынка, а также «углублением интеграционных процессов в рамках ЕАЭС и созданием единого таможенного пространства».